# 1961 a filmművészetben

## Események
- január 20. – Marilyn Monroe és Arthur Miller elválnak.
- január 23. – Az amerikai Legfelsőbb Bíróság döntése alapján nem sérti a szabad véleménynyilvánítás jogát, hogy a filmeket engedélyeztetés céljából a cenzúrahivatal elé kell terjeszteni.
- augusztus 22. – A Wall Street Journal megjelentet egy listát a legtermékenyebb országokról. A csúcson Japán áll évi 400 filmmel és India 360 filmmel. Az USA, Olaszország és Franciaország évente kb. 150 filmet készít.
- szeptember 1–15. – Megrendezésre kerül az I. Lengyel Filmfesztivál, ahol az utóbbi 15 év lengyel filmtermését mutatják be.[1]
- november 23. – A csóró bemutatóján, mely Pier Paolo Pasolini első játékfilmje, a római mozit az újfasiszták szétverik.
- Francia rendezők könnyű, hordozható kamerával újfajta riportfilmet forgatnak. Stílusukat Cinéma véritének nevezik el.
- Makk Károly Megszállottak című filmje ellen a hivatalos szervek fellépnek, mert a film rombolja a pártállam tekintélyelvű rendszerét.

## Sikerfilmek
Észak-Amerika:
1. Navarone ágyúi (The Guns of Navarone) – rendező J. Lee Thompson
2. The Parent Trap – rendező David Swift
3. A szórakozott professzor – rendező Robert Stevenson
4. Mr. Szeptember (Come September) – rendező Robert Mulligan
5. 101 kiskutya (101 Dalmatians) – rendező Clyde Geronimi
6. West Side Story – rendező Jerome Robbins
7. El Cid – rendező Anthony Mann
8. Lover Come Back – rendező Delbert Mann
9. Királyok királya – rendező Nicholas Ray

Európa:
1. Malachiás csodája – rendező Bernhard Wicki

## Magyar filmek
- Alba Regia– rendező Szemes Mihály
- Alkonyok és hajnalok – rendező Jancsó Miklós
- Amíg holnap lesz – rendező Keleti Márton
- Áprilisi riadó – rendező Zolnay Pál
- Csutak és a szürke ló – rendező Várkonyi Zoltán
- Danulonggártás – rendező Mészáros Márta
- Délibáb minden mennyiségben – rendező Szinetár Miklós
- Etüd egy hétköznapról – rendező Kósa Ferenc
- Ég és föld között – rendező Kardos Ferenc
- Étude – rendező Gaál István
- Hajnal után sötétség – rendező Bán Róbert
- Indiántörténet – rendező Jancsó Miklós
- Az ígéret földje – rendező Mészáros Gyula
- Jó utat, autóbusz – rendező Fejér Tamás
- Katonazene – rendező Marton Endre (rendező)
- Két félidő a pokolban – rendező Fábri Zoltán
- Megszállottak – rendező Makk Károly
- Megöltek egy leányt – rendező Nádasy László
- Mindenki ártatlan? – rendező Palásthy György
- Napfény a jégen – rendező Bán Frigyes
- Nem ér a nevem – rendező Keleti Márton
- Négyen az árban – rendező Révész György
- Ősz – rendező Kézdi-Kovács Zsolt
- Próbaút – rendező Máriássy Félix
- Puskák és galambok – rendező Keleti Márton
- Szabadságon – rendező Kézdi-Kovács Zsolt
- A szár és gyökér fejlődése – rendező Mészáros Márta
- Szívdobogás – rendező Mészáros Márta
- A tér – rendező Rózsa János
- Variációk egy témára – rendező Szabó István
- Vásárhelyi színek – rendező Mészáros Márta
- Zápor – rendező Kovács András

## Díjak, fesztiválok
Oscar-díj (április 17.)
- Film: Legénylakás
- Rendező: Billy Wilder – Legénylakás
- Férfi Főszereplő: Burt Lancaster – Elmer Gantry
- Női főszereplő: Elizabeth Taylor – Butterfield 8 (Modern kaméliás hölgy)
- Külföldi film: Szűzforrás – Ingmar Bergman

1961-es cannes-i filmfesztivál
Velencei Nemzetközi Filmfesztivál (augusztus 20-szeptember 3.)
- Arany Oroszlán: Tavaly Marienbadban – Alain Resnais
- Férfi főszereplő: Mifune Tosiró – A testőr
- Női főszereplő: Suzanne Flon – Ne ölj

Berlini Nemzetközi Filmfesztivál (június 23-július 4.)
- Arany Medve: Az éjszaka – Michelangelo Antonioni
- Ezüst Medve: Amikor nem szívből fakad
- Rendező: Bernhard Wicki – Malachiás csodája
- Férfi főszereplő: Peter Finch – És reggel minden
- Női főszereplő: Anna Karina – Az asszony az asszony

## Születések
- január 5. – Suzy Amis színésznő
- január 11. – Eszenyi Enikő színésznő
- január 13. – Julia Louis-Dreyfus színésznő
- február 11. – Carey Lowell színésznő
- április 6. – Gene Eugene színész
- május 6. – George Clooney színész, rendező
- szeptember 11. – Elizabeth Daily színésznő
- október 31. – Peter Jackson rendező
- november 16. – Scherer Péter színész
- november 19. – Meg Ryan amerikai színésznő

## Halálozások
- január 14. – Barry Fitzgerald ír színész
- február 11. – Eduard R Verkade német színész, rendező
- február 17. – Nita Naldi amerikai színésznő
- május 4. – Anita Stewart amerikai színésznő
- május 13. – Gary Cooper amerikai színész
- augusztus 4. – Maurice Tourneur francia rendező
- augusztus 27. – Rózsahegyi Kálmán színész
- október 11. – Chico Marx amerikai színész
- október 22. – Joseph Schenck orosz születésű, amerikai filems
- november 15. – Elsie Ferguson amerikai színésznő

## Filmbemutatók
- Az állás – rendező Ermanno Olmi
- Álom luxuskivitelben – főszereplő Audrey Hepburn, George Peppard, rendező Blake Edwards
- Blue Hawaii – főszereplő Elvis Presley, rendező Norman Taurog
- Együtt vágtattak – főszereplő James Stewart és Richard Widmark, rendező John Ford
- Az éjszaka Arany Medve díj – főszereplők Marcello Mastroianni, Jeanne Moreau, Monica Vitti, rendező Michelangelo Antonioni
- El Cid – főszereplő Charlton Heston és Sophia Loren, rendező Anthony Mann
- A csóró – főszereplő Franco Citti, rendező Pier Paolo Pasolini
- Fanny – rendező Joshua Logan
- Flower Drum Song – rendező Henry Koster
- Három lány – rendező Satyajit Ray
- Irány Alaszka! – főszereplő John Wayne, rendező Henry Hathaway
- Ítélet Nürnbergben – főszereplő Spencer Tracy, rendezte Stanley Kramer
- Királyok királya – rendező Nicholas Ray
- A kút és az inga – főszereplő Vincent Price, rendező Roger Corman
- The Last Time I Saw Archie – rendező Jack Webb
- Mosura – rendező Ishirô Honda
- Return to Peyton Place – rendező José Ferrer
- Ragyogás a fűben – főszereplő Natalie Wood, rendező Elia Kazan
- A svindler – főszereplő Paul Newman, rendező Robert Rossen
- Tavaly Marienbadban – rendező Alain Resnais
- Victim – rendező Basil Dearden
- Viridiana – rendező Luis Buñuel
- West Side Story – rendező Jerome Robbins
- Where the Boys Are – rendező Henry Levin
- Cleo 5-től 7-ig – rendező Agnès Varda
- Az utolsó ítélet – rendező Vittorio De Sica
- Válás olasz módra – rendező Pietro Germi, főszereplő Marcello Mastroianni
- Mater Johanna – rendező Jerzy Kawalerowicz
- Egy csepp méz – rendező Tony Richardson, főszereplő Rita Tushingham
- Tükör által homályosan – rendező Ingmar Bergman, főszereplő Harriet Andersson, Gunnar Björnstrand, Max von Sydow
- Két félidő a pokolban – rendező Fábri Zoltán, főszereplő Sinkovits Imre, Garas Dezső, Márkus László, Molnár Tibor